# Ať jedí koláče (minisérie)
Ať jedí koláče (v anglickém originále Let Them Eat Cake) je britský televizní seriál, šestidílná historická situační komedie. Veřejnoprávní stanice BBC One ji odvysílala premiérově v roce 1999. Česky dabovanou verzi vysílala v roce 2002 Česká televize na programu ČT1.

## Synopse
Příběh se odehrává u francouzského královského dvora v období vlády Ludvíka XVI., který pobýval ve Versailles se svou původem rakouskou manželkou Marií Antoinettou. Té je připisován výrok na adresu hladovějících poddaných, jenž tvůrci použili do názvu minisérie a který vhodně ilustruje dekadentní a naivní život vysoké aristokracie v roce 1782, v předvečer Velké francouzské revoluce.
Hlavní trojici postav představují nemorální Colombine, hraběnka de Vache [de Vaš], intrikující proti své úhlavní nepřítelkyni Madame de Plounge [de Plonž], její otrlá služebná Lisette [Lizet], která se dříve živila jako prostitutka, a homosexuální garderobiér Bouffant [Bufa:n], jenž se stará zejména o hraběnčinu garderobu a paruky.

## Obsazení
| Dawn French          | Lisette, služebná               |
| Jennifer Saunders    | Colombine, hraběnka de Vache    |
| Adrian Scarborough   | Bouffant, služebník             |
| Alison Steadman      | Madame de Plonge                |
| Lucy Punch           | Eveline, dcera Madame de Plonge |
| Elizabeth Berrington | Marie Antoinetta                |

## České znění
České znění seriálu v překladu Jiřiny Hradecké a v režii Vladimíra Blažka vyrobila v roce 2002 pro Českou televizi tvůrčí skupina Aleny Poledňákové a Vladimíra Tišnovského. Lisette dabovala Naďa Konvalinková, hraběnku de Vache Jaroslava Obermaierová a Bouffanta Stanislav Fišer. Madam de Plonge namluvila Hana Talpová, její dceru Eveline Tereza Chudobová a Marii Antoinettu René Slováčková.

## Seznam dílů
| Pořadí | Původní název                 | Český název              | Premiéra na BBC One | Premiéra na ČT1   |
| ------ | ----------------------------- | ------------------------ | ------------------- | ----------------- |
| 1      | The Pox                       | Infekční choroba         | 9. září 1999        | 6. června 2002    |
| 2      | Murder                        | Vražda                   | 16. září 1999       | 13. června 2002   |
| 3      | The Portrait                  | Portrét                  | 23. září 1999       | 20. června 2002   |
| 4      | Making Voopee                 | Což takhle dát si juchí? | 30. září 1999       | 27. června 2002   |
| 5      | A Marriage of Convenience     | Sňatek z rozumu          | 7. října 1999       | 4. července 2002  |
| 6      | The Royal Command Performance | Královské představení    | 14. října 1999      | 11. července 2002 |